# フォーボー海峡
フォーボー海峡（フォーボーかいきょう、Foveaux Strait）は、ニュージーランド南島とスチュアート島の間にある海峡。海峡の長さはおよそ130km。海峡の名前はジョセフ・フォーボー (w:Joseph Foveaux)に由来する。